# Comuna Someș-Odorhei, Sălaj
Someș-Odorhei este o comună în județul Sălaj, Transilvania, România, formată din satele Bârsa, Domnin, Inău, Someș-Odorhei (reședința) și Șoimuș.

## Demografie
Componența etnică a comunei Someș-Odorhei
     Români (80,66%)
     Romi (10,94%)
     Maghiari (1,05%)
     Alte etnii (0,07%)
     Necunoscută (7,28%)
Componența confesională a comunei Someș-Odorhei
     Ortodocși (81,11%)
     Penticostali (3,4%)
     Baptiști (3,06%)
     Martori ai lui Iehova (1,64%)
     Fără religie (1,19%)
     Reformați (1,16%)
     Alte religii (0,6%)
     Necunoscută (7,84%)
Conform recensământului efectuat în 2021, populația comunei Someș-Odorhei se ridică la 2.678 de locuitori, în creștere față de recensământul anterior din 2011, când fuseseră înregistrați 2.671 de locuitori. Majoritatea locuitorilor sunt români (80,66%), cu minorități de romi (10,94%) și maghiari (1,05%), iar pentru 7,28% nu se cunoaște apartenența etnică. Din punct de vedere confesional, majoritatea locuitorilor sunt ortodocși (81,11%), cu minorități de penticostali (3,4%), baptiști (3,06%), martori ai lui Iehova (1,64%), fără religie (1,19%) și reformați (1,16%), iar pentru 7,84% nu se cunoaște apartenența confesională.

## Politică și administrație
Comuna Someș-Odorhei este administrată de un primar și un consiliu local compus din 11 consilieri. Primarul, Ioan Șandor[*], de la Partidul Național Liberal, este în funcție din octombrie 2020. Începând cu alegerile locale din 2024, consiliul local are următoarea componență pe partide politice:
|  | Partid                          | Consilieri | Componența Consiliului | Componența Consiliului | Componența Consiliului | Componența Consiliului | Componența Consiliului |
|  | ------------------------------- | ---------- | ---------------------- | ---------------------- | ---------------------- | ---------------------- | ---------------------- |
|  | Partidul Național Liberal       | 5          |                        |                        |                        |                        |                        |
|  | Partidul Social Democrat        | 2          |                        |                        |                        |                        |                        |
|  | Uniunea Salvați România         | 2          |                        |                        |                        |                        |                        |
|  | Alianța pentru Unirea Românilor | 1          |                        |                        |                        |                        |                        |
|  | Mureșan Alexandru-Teofil        | 1          |                        |                        |                        |                        |                        |

## Atracții turistice
- Biserica de lemn "Sf. Arhangheli" din satul Domnin, construcție 1753, monument istoric
- Biserica de lemn din satul Bârsa, construcție secolul al XVIII-lea, monument istoric
- Biserica de lemn din satul Inău, construcție 1832, monument istoric
- Izvorul amenajat Inau

## Personalități
- Dumitru Micu (1928-2018), istoric și critic literar.